# Canthidium viridiobscurum
Canthidium viridiobscurum е вид бръмбар от семейство Листороги бръмбари (Scarabaeidae).

## Разпространение
Видът е разпространен в Боливия и Бразилия (Минас Жерайс и Рондония).